# Burgueira
Burgueira (oficialmente San Pedro de Burgueira) es una parroquia localizada en el interior del municipio pontevedrés de Oya en la comarca del Bajo Miño- Según el IGE, en 2019 tenía 403 habitantes, 190 hombres y 213 mujeres.

## Lugares
La parroquia de Burgueira tiene tres entidades de población según el IGE::
- Campo (O Campo)
- A Portela.
- Torroña.

No figuran en el noménclator:
- A Cheira
- A Mouta de Abaixo
- Aldea (A Aldea)
- Bonaval
- Mouta (A Mouta de Arriba)
- Os Eidos de Abaixo
- Os Eidos de Arriba
- Vilariño
- Viso (O Viso)
- Xiguente